# Внутрішньокісткова інфузія

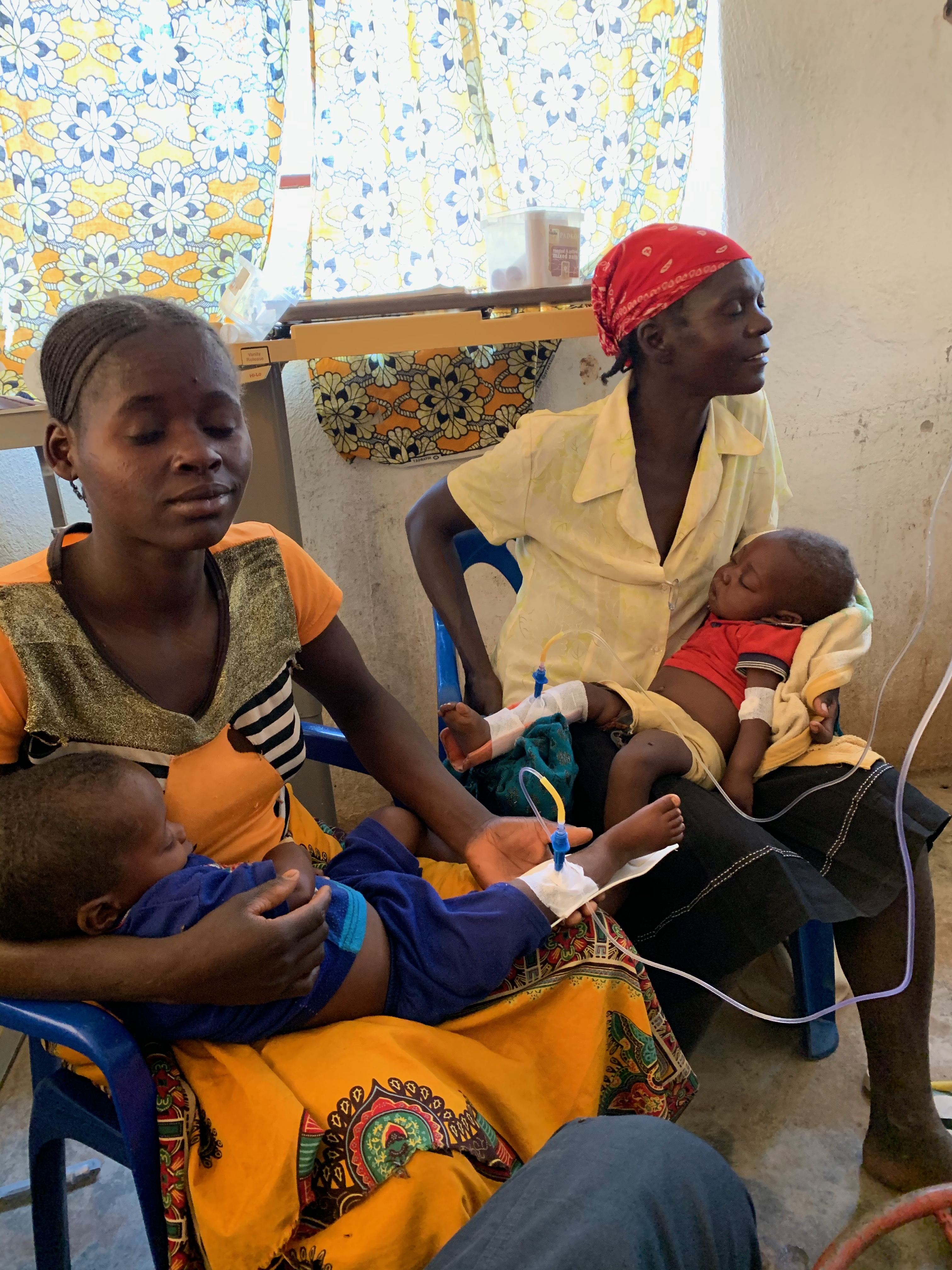
Процедура внутрішньокісткової інфузії яка проводится дитині (голка введена в прокисмальний епіфіз гомілки)

Внутрішньокісткова інфузія (Внутрішньокістковий судинний доступ скор. англ. IO) — парентеральний спосіб введення фармацевтичних препаратів, інфузійних розчинів та препаратів крові, який забезпечує так званий «неспадаючий» доступ до венозної системи людини. Зазвичай застосовується у екстренній медицині, медицині військового часу та в педіатричній практиці. Внутрішньокістковий судинний доступ фактично означає розміщення спеціалізованої порожнистої голки через кортекс кістки в її медулярний простір для інфузії медичної терапії та лабораторних досліджень.

## Історія
Вперше внутрішньокістковий простір було розглянуто як неспадаюча складова циркуляторного русла в 1922 р. C. Drinker, лікар з Гарвардського університету, досліджував циркуляцію крові в грудині і зробив висновок, що розчин, введений в кістковий мозок, швидко всмоктується в центральне судинне русло, що дає можливість судинного доступу, коли традиційні методи інфузії непридатні. У 1936 р. Tocantis та O'Neill виявили, що при введенні 5 мл фізіологічного розчину у довгу кістку кролика лише 2 мл виявляються на дистальному кінці. З цього автори зробили висновок, що фізіологічний розчин перейшов у системний кровотік. Наступні дослідження, що підтверджують внутрішньокісткове поглинання рідини, включали ін'єкцію барвника в кістковомозкову порожнину, після чого протягом 10 секунд барвник досягав серця. Згодом було розроблено метод інтрастернальної ін'єкції (в кістку грудини), який був широко використаний під час Другої світової війни. У період військових дій американськими військовими було задокументовано більш ніж 4000 випадків внутрішньокісткової інфузії, яка стала невід'ємною частиною стандартної практики лікування тяжко поранених солдатів. Проте практика застосування внутрішньокісткової інфузії була втрачена у післявоєнні роки.
В радянській медичній літературі, внутрішньокістковий доступ згадується, як варіант забезпечення альтернативного венозному доступу при загальній анестезії, як доступ для проведення внутрішньокісткової анестезії місцевими анестетиками, які вводилися безпосередньо в кістку (методика запровонована в 1946 році радянським хірургом С. Б. Фрейманом) та як метод «лікувальних пролонгованих внутрішньокісткових блокад» запропонований професором В. О. Поляковим. Також в радянський період для забезпечення внутрішньокісткового доступа були розроблені спеціальні внутрішньокісткові голки
Друге відкриття внутрішньокісткового доступа у світі відбулося в 1984 р., коли американський лікар-педіатр James Orlowski застосував метод внутрішньокісткової інфузії під час епідемії холери в Індії. У своєму нарисі «Півцарства за крапельницю» J. Orlowski виступив за застосування внутрішньокісткової інфузії у педіатричних пацієнтів, що наприкінці 1980-х рр. н. стало стандартом педіатричної практики.
В основному для забезпечення внутрішньокісткового доступа використовувалися механічні пристрої. І зараз вони доступні, протягом багатьох років і до цього часу використовуються в першу чергу в педіатрії у зв'язку з порівняно м'якою структурою дитячих кісток. Всі модифікації механічних сталевих голок мають троакар, що знімається, для запобігання попаданню фрагментів кістки при установці. Також всі механічні пристрої забезпечені ручкою для одночасного тиску і обертання голки. Недоліком механічних пристроїв є часта асиметричність отриманого отвору через неосьове обертання, що в результаті призводить до екстравазації. Незважаючи на популярність такого доступу в педіатричній невідкладній медицині, донедавна можливості внутрішньокісткового доступа у дорослих пацієнтів були обмежені через досить тверду консистенцію дорослої кістки, яка робить механічний спосіб забезпечення внутрішньокісткового доступа практично неможливим. Ситуація змінилася за допомогою автоматизованих пристроїв, призначених для полегшення проведення цієї процедури.
Наразі, методика проведення внутрішньокісткового доступа рекомендована в багатьох міжнародних клінічних протоколах надання медичної допомоги, наприклад при політравмі — ATLS та ITLS, в тактичній медицині — TCCC та ін.

## Фізіологія внутрішньокісткового доступа

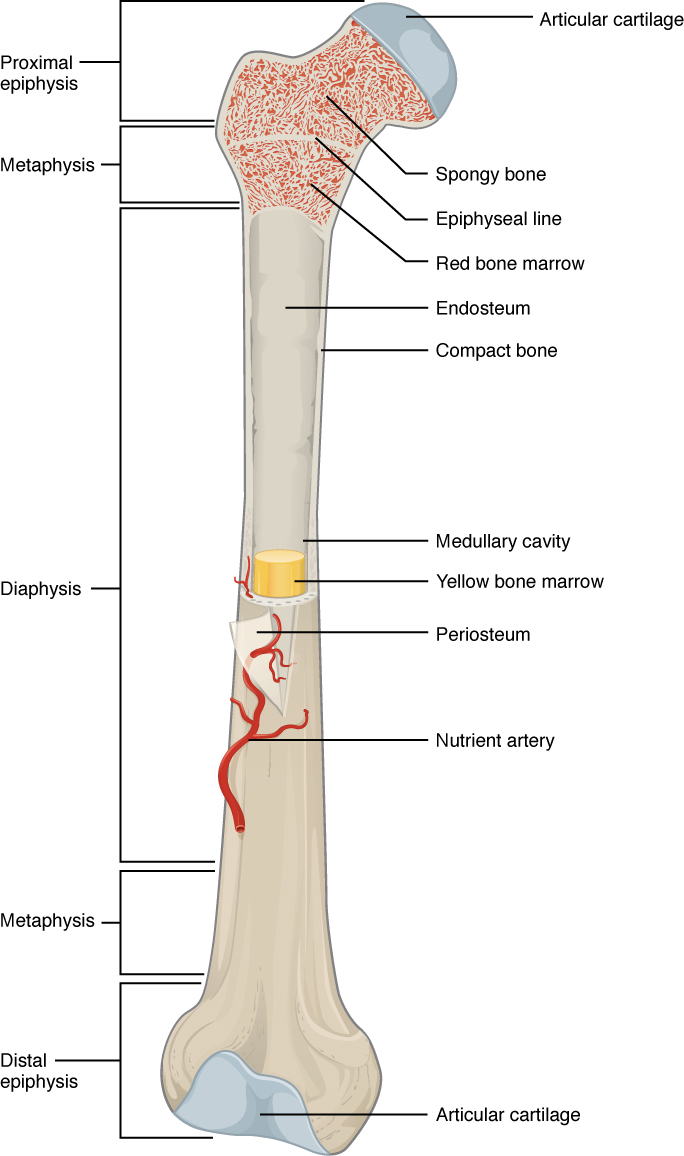
Всі довгі кістки скелета мають два кінці (епіфіза), з'єднані трубкоподібною частиною кістки (діафіз). Епіфізи заповнені губчастою речовиною та покриті кірковим шаром, який відіграє роль жорсткого, тонкого корпусу. Діафіз складається з компактної кістки та медулярної порожнини. Між епіфізом та діафізом знаходиться епіфізарна пластина — місце зростання кісток. Однак стегнова кістка (зображена на малюнку) через доволі товстий кортикальний шар, майже ніколи не використовується для забезпечення внутрішньокісткого доступа

Внутрішньокістковий простір часто називають веною, що не спадається. Шок і травма, як правило, є причиною колапсу периферичних вен, тоді як внутрішньокістковий простір, оточений кісткою, незалежно від стану організму залишається невід'ємною частиною центрального кровообігу, що діє. У більшості шокових ситуацій кровотік внутрішньокісткового простору є відносно незмінним. Артеріальний тиск в цьому просторі становить приблизно 35/25 мм рт. ст. — третина системного артеріального тиску.
Унікальна структура внутрішньокісткового простору містить тисячі дрібних, неспадних, переплетених між собою кровоносних судин і діє як губка, негайно поглинаючи будь-яку введену рідину, що дозволяє швидко вбирати введені розчини та лікарські засоби та транспортувати їх у центральний кровотік.
Термін «внутрішньокістковий простір» відноситься до пов'язаних між собою губчастої речовини епіфіза та медулярної порожнини діафіза. Судини внутрішньокісткового простору пов'язані з центральним кровотоком поздовжніми гаверсовими каналами, кожен з яких містить крихітні артерії та вени. Гаверсові канали пов'язані між собою каналами Фолькмана, які, власне, і підключають внутрішньокістковий простор до центрального кровотоку. Він також заповнений кістковим мозком, що складається з крові, кровотворних клітин та сполучної тканини. Червоний кістковий мозок знаходиться у губчастій кістці і містить високу концентрацію крові. Жовтий кістковий мозок знаходиться у кортикальній порожнині довгих кісток у дорослих. Кістки немовлят та дітей містять лише червоний кістковий мозок. З віком частини червоного кісткового мозку замінюються жиром і перетворюються на жовтий кістковий мозок. Рідини та препарати, введені в червоний або жовтий кістковий мозок, майже рівнозначно швидко досягають центрального кровообігу.
Дослідження показують, що доступ до внутрішньокісткового введення, викростовуючи сучасні пристрої, можна отримати протягом 20 секунд, що забезпечує швидкий доступ у невідкладних пацієнтів, яким інакше було б складно отримати внутрішньовенний доступ. Внутрішньокістковий доступ можна використовувати для введення будь-якої речовини, яка вливається внутрішньовенно

## Покази
Загальним показом для проведеня процедури внутрішньокісткової інфузії є забезпечення тимчасової альтернативи венозній катетеризації у випадках коли периферичний або центральний венозний доступи неможуть бути виконані, особливо в екстрених ситуаціях (наприклад, шок, зупинка сердця та ін.)
Більш детальним обгрунтвання для процедури є такі стани:
- Неможливість забезпечити венозний доступ або затримка венозного доступу
- Необхідний негайний доступ до судин
- Кров для лабораторного аналізу або лабораторного тестування на місці надання допомоги
- Необхідний доступ для введення контрасту для рентгенологічного обстеження

## Протипокази
Абсолютні противопокази:
- Адекватний венозний доступ[3]
- Перелом кістки або недавня спроба встановити внутрішньокістковий доступ в цьому місці[14][3]
- Попереднє встановлення внутрішньокісткового доступа в ціьому місці менше 48 годин тому[3]
- Інфузійна рідина проникає у м'які тканини через дефекти кортикального шару кітски (екстравазація)[14]
- Пошкодження нижньої порожнистої вен (тоді потрібно використовувати точки доступа з яких вени впадют у верхню порожнисту вену)[14]
- Недавні ортопедичні операції[3]

Відносні протипокази
- Інфекція шкіри або опік у місці введення голки[14][3]
- Остеопороз або недосконалий остеогенез (під час процедури є ризик зламати кістку)[14][3]

## Пристрої для внутрішньокісткового доступа

### Мануальні пристрої
- Голка Jamshidi[3]
- Модифікована голка Diekman[3]

Автоматизовані пристрої
- Пристрій FAST1 (First Access for Shock and Trauma)[3]. Пристрій має декілька додаткових голок для стабільного введення основної голки на потрібну глибину в грудину.[4]
- Пристрій FASTx — наступне покоління пристрою FAST1[15]
- Пристрій EZ-IO — маленька електрична дриль з голкою[3]
- Пристрій BIG (Bone Injection Gun)[3] Пружинний механізм вистрілю голку, яка потрапляє в кістку.[4]
- Пристрій NIO (Next-Generation IO)[16]

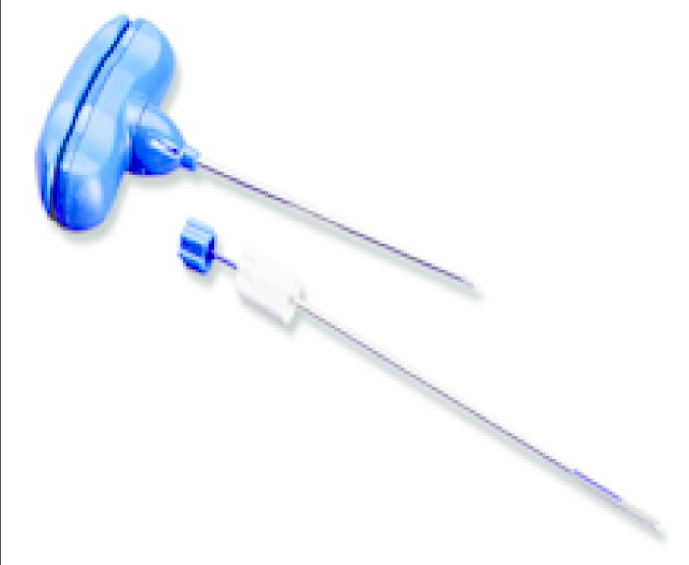
Голка Jamshidi
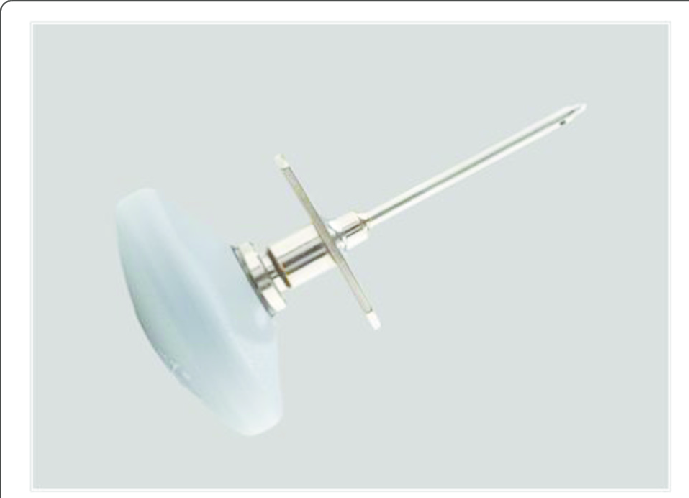
Модифікована голка Dieckmann
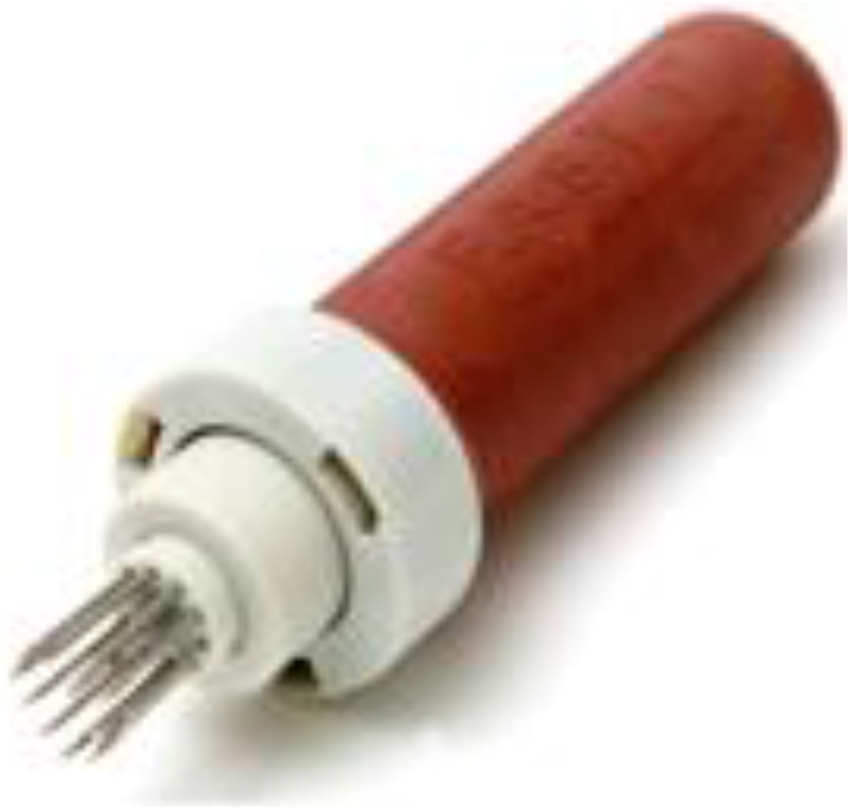
Пристрій FAST1
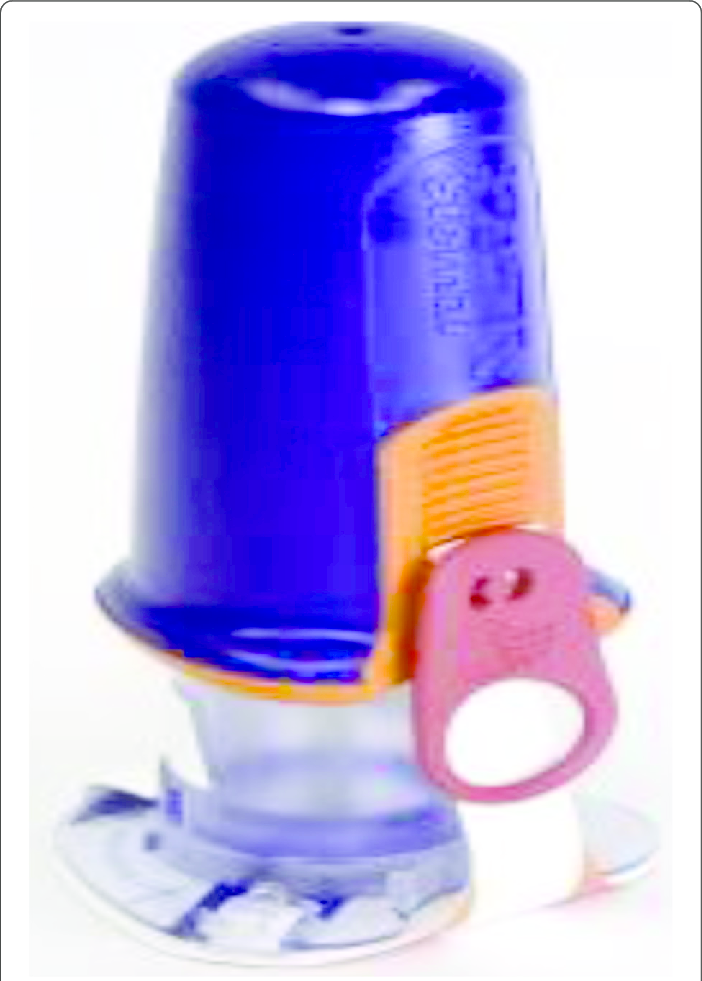
Пристрій FASTx
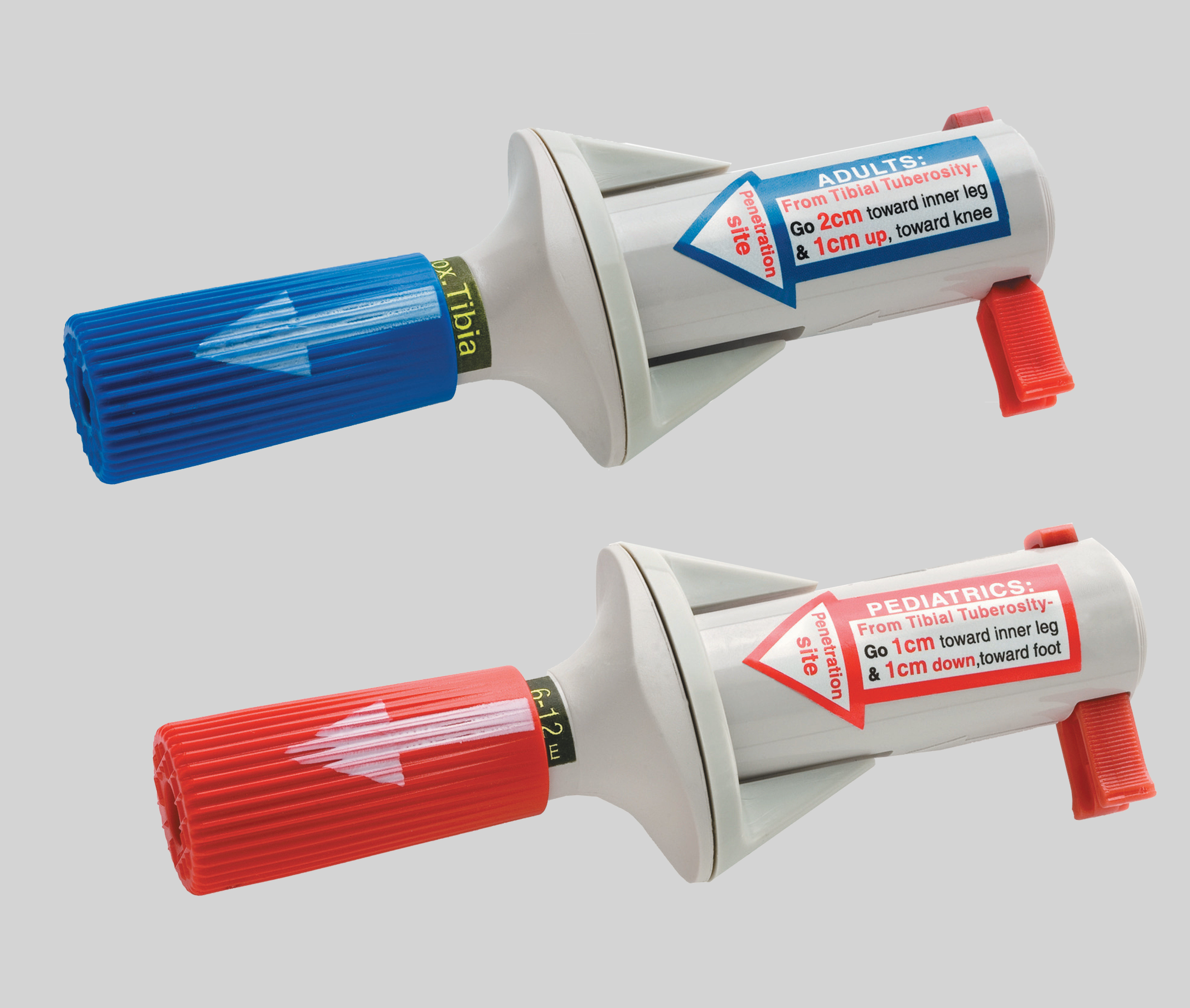
Пристрій BIG
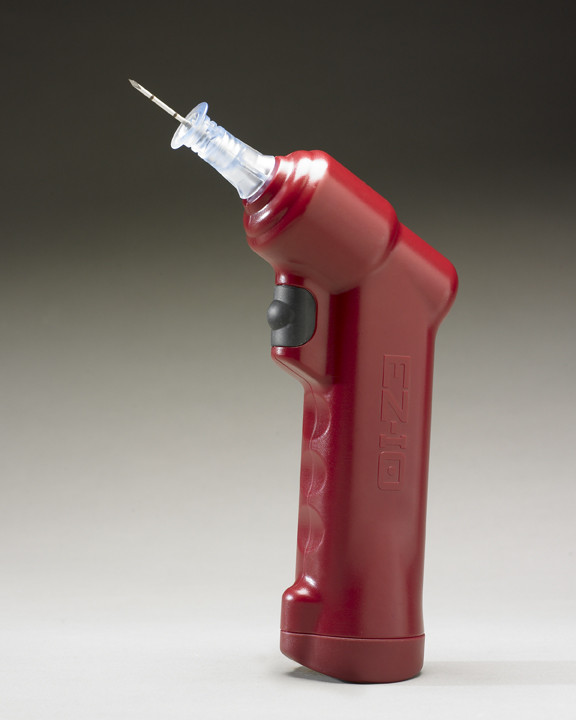
Пристрій EZ-IO
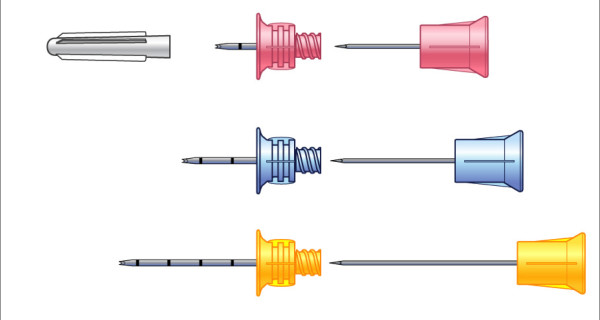
Варіанти та будова голок для пристрою EZ-IO
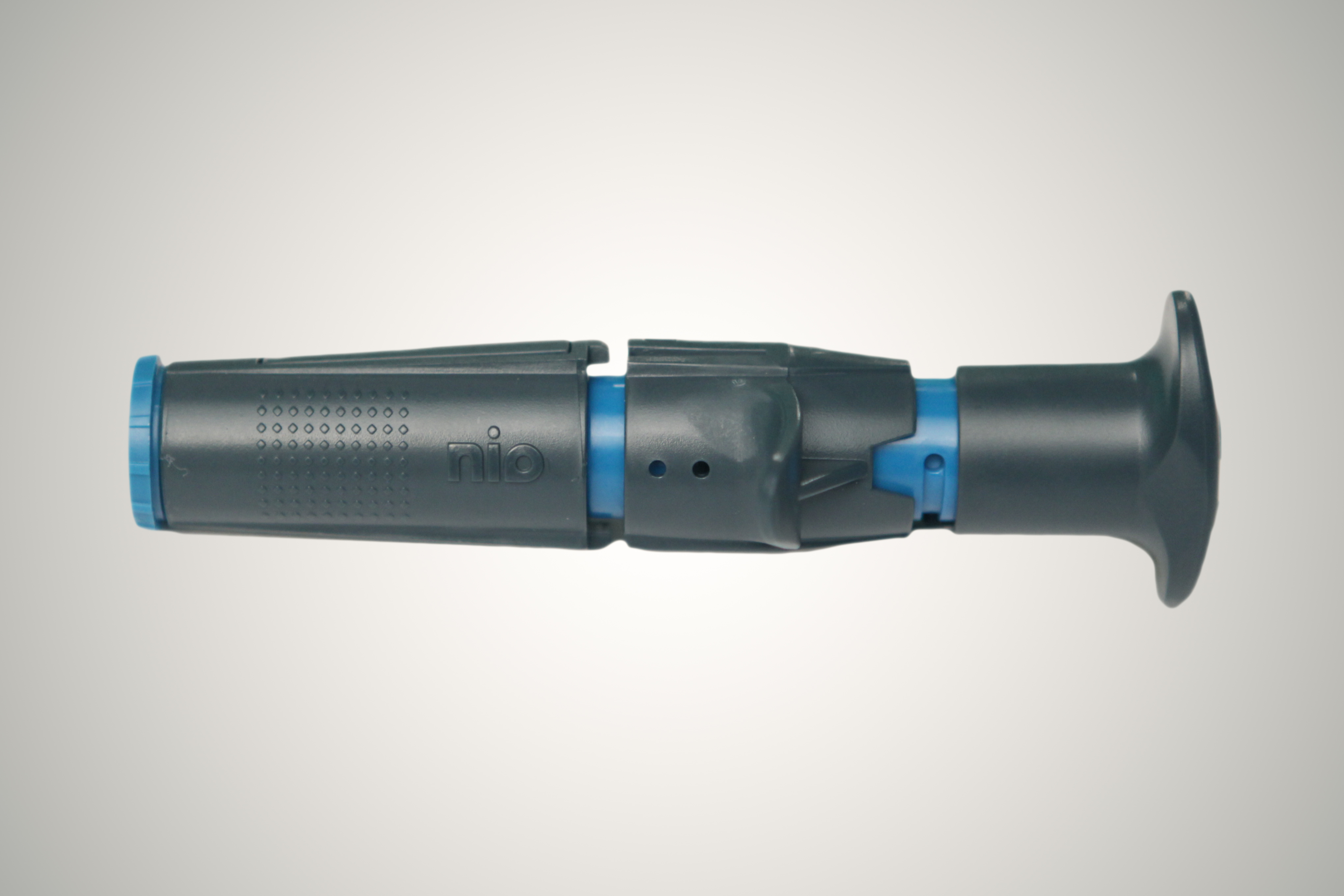
Пристрій NIO

## Місця введення
Грудина, ключиця, головка плечової кістки, гребінь клубової кістки, дистальний відділ стегнової кістки, проксимальний відділ великогомілкової кістки, дистальний відділ великогомілкової кістки та п'яткова кістка є потенційними місцями для внутрішньокісткового доступу.
Проксимальний відділ великогомілкової кістки, головка плечової кістки та грудина є кращими місцями у дорослих. Дистальний відділ стегнової кістки, проксимальний відділ великогомілкової кістки та дистальний відділ великогомілкової кістки є кращими місцями для немовлят і новонароджених.

### Техніки введення
Клініцистам слід ознайомитися з інструкціями з експлуатації від виробника пристрою, щоб отримати конкретні відомості щодо правильного використання.
Відеоінструкції про процедуру:
- Система FAST1 для внутрішньокісткового введення в груднину
- Система EZ-IO для внутрішньокісткового введення (плече)
- Система EZ-IO для внутрішньокісткового введення у великогомілкову кістку
- Пристрій BIG введення в плече
- Пристрій BIG введення в гомілку

### Узагальнений алгоритм використання для всіх пристроїв[3]
1. Голку встановлюють перпендикулярно кістці, приділяючи особливу увагу дітям, щоб уникнути епіфізарної пластинки. У педіатричній практиці розміщення має бути в медіальному проксимальному відділі гомілки, подібно до дорослого, але на 1 см дистальніше горбистості великогомілкової кістки. Коли голка стискає кістку голкою, відчувається жорсткий упор, щонайменше 5 мм голки має бути видно над шкірою, щоб забезпечити проникнення в кісткомозковий простір; якщо ні, виберіть довшу голку або місце з меншою кількістю м'яких тканин, що покривають кістку. Такий сценарій може мати місце у пацієнтів із ожирінням, де проксимальний відділ великогомілкової кістки, ймовірно, дрібніший.
2. Підтвердьте розміщення голки для внутрішньовенного введення, перевіривши стабільність голки в кістці, аспірацією кісткового мозку, здатністю промиватисяя фізіологічним розчином і хорошу швидкість внутрішньовенного кровотоку. Неможливість аспірації не завжди вказує на неправильне розміщення. Якщо це станеться, продовжте промивання фізіологічним розчином і повторіть спробу аспірації.
3. Після введення голки промийте 5-10 мл фізіологічного розчину для дорослих і 2-5 мл для немовлят і дітей. Пацієнти можуть відчувати сильний біль при промиванні фізіологічним розчином. Рекомендується ін'єкція 2 % внутрішньовенного лідокаїну від 20 до 40 мг або 0,5 мг/кг педіатричної дози в голку для внутрішньовенного введення для полегшення болю після ін'єкції, але результати щодо усунення болю були неоднозначними. Дайте лідокаїну 2 хвилини для дії перед промиванням.
4. Стабілізація голки відрізняється для кожного використовуваного пристрою, але є обов'язковою, щоб уникнути ненавмисного зміщення або згинання голки.
5. Потрібно задокументувати дату та час розміщення внутрішньокісткового доступа, щоб переконатися, що він буде використовуватися менше 24 годин. Після отримання відповідного доступу для внутрішньовенного введення пристрій для внутрішньокісткового введення слід видалити та перев'язати.
6. Швидка інфузія кристалоїдних розчинів (наприклад, фізіологічний розчин), а також в'язкі рідини можливо вводити за допомогою інфузійного мішка під тиском, здавлюючи його вручну або використовуючи інфузійний насос.[14]

## Ускладнення
Можливі такі ускладнення:
- Екстравазація рідини — при неправильній постановці голки.
- Синдром здавлення — при стрімкій інфузії, без попереднього промивання катетера фізіологічним розчином.
- Зміщення — при поганій фіксації внутрішньокісткового катетера та надмірної рухливості пацієнта.
- Перелом — зазвичай у дітей, при додатку надмірної сили.
- Біль — 1-2 бали за 10-бальною шкалою.
- Інфекція.

Крім того, ускладнення у вигляді інфільтрації та компартмент синдрому легко діагностуються і вкрай рідкісні, інфекційні ускладнення, за KR Brickman et al. (1988), становлять 0,6 % (з 4270 випадків застосування внутрішньокісткового доступа 27 випадків остеомієліту) — за умови функціонування пристрою понад 24 год.